# Christophorus 16
Christophorus 16 ist die Bezeichnung für den Standort eines Notarzthubschraubers des Christophorus Flugrettungsvereins unter dem Dach des Österreichischen Automobil-, Motorrad- und Touring Clubs. Der Notarzthubschrauber ist derzeit noch der einzige direkt im Burgenland stationierte Notarzthubschrauber (ein weiterer Standort im Nordburgenland ist derzeit Thema einer Ausschreibung des Landes Burgenland, welche allerdings noch nicht endgültig abgeschlossen ist).
Christophorus 16 wurde im Frühling 2005 nach dem Scheitern des Testbetriebs der ARA-Flugrettung kurz zuvor auf breiten Wunsch der Bevölkerung eingerichtet und konnte in weiterer Folge ab Dezember 2005 nach einer Ausschreibung des Landes Burgenland in den Regelbetrieb überführt werden. Hierzu wurde ein eigener Heliport unweit des Modellflugplatzes in Oberwart gebaut, welcher den ICAO-Code LODO erhalten hat.
Die Einsatzbereitschaft des Hubschraubers beginnt täglich um 7 Uhr und endet mit der bürgerlichen Abenddämmerung. Der Christophorus 16 wird zu etwa durchschnittlich 1000 Einsätzen pro Jahr gerufen, die Alarmierung erfolgt durch die Landessicherheitszentrale Burgenland.
Die eingesetzte Maschine des Typs Airbus Helicopters H135 wird aus dem Flottenpool des Christophorus Flugrettungsvereins gestellt und wird je nach Wartungsbedarf regelmäßig durch eine andere baugleiche Maschine ersetzt.